# Limnodynastes lignarius
Espèce
Synonymes
- Megistolotis lignarius Tyler, Martin & Davies, 1979

Statut de conservation UICN

 LC  : Préoccupation mineure
Limnodynastes lignarius est une espèce d'amphibiens de la famille des Limnodynastidae.

## Répartition
Cette espèce est endémique d'Australie. Elle se rencontre entre 150 et 600 m d'altitude entre la pointe Nord-Est de l'Australie-Occidentale et la pointe Nord-Ouest du Territoire du Nord,.

## Publication originale
- Tyler, Martin & Davies, 1979 : Biology and Systematics of a New Limnodynastine Genus (Anura: Leptodactylidae) From North-Western Australia. Australian Journal of Zoology, vol. 27, no 1, p. 135-150.